# 미카 발타리

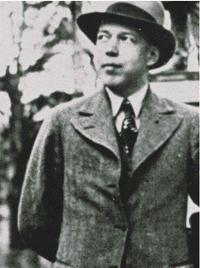
미카 발타리

미카 토이미 발타리(핀란드어: Mika Toimi Waltari, 1908년 9월 19일 ~ 1979년 8월 26일)는 핀란드의 소설가이다. 학생 시절부터 소설을 썼으며 헬싱키 대학을 졸업한 후 파리에 유학했다. 귀국 후부터 문필생활을 하였는데, 처음에는 탐정 소설을 집필한 뒤 익명으로 발표하였다. 1937년에 《낯선 방문객》으로 일류작가로서의 지위를 다졌다. 그러나 그의 이름을 세계적으로 떨치게 한 것은 제2차 세계대전 후 발표된 고대 이집트를 무대로 한 역사소설 《이집트 인》(1945년)이며, 그 후에도 베스트셀러 역사 소설을 많이 냈다. 그러나 그의 문학적 가치는 오히려 초기의 신비적 리얼리즘에 충만된 현대소설에 있다고 한다.

## 참고 자료
- 이 문서에는 다음커뮤니케이션(현 카카오)에서 GFDL 또는 CC-SA 라이선스로 배포한 글로벌 세계대백과사전의 내용을 기초로 작성된 글이 포함되어 있습니다.